# Шуоли
Шуоли — река в России, протекает по Кемскому району Карелии.
Вытекает из Верхнего Хангозера, протекает через Нижнее Хангозеро, мимо лесоучастка Ханга, принимает правый приток — Хориз (из Хоризозера). Впадает в озеро Янецозеро — исток Нижней Кумозерки. Длина реки составляет 14 км.
В 10 км восточнее реки проходит трасса Кола.

## Данные водного реестра
По данным государственного водного реестра России относится к Баренцево-Беломорскому бассейновому округу, водохозяйственный участок реки — реки бассейна Белого моря от западной границы бассейна реки Нива до северной границы бассейна реки Кемь, без реки Ковда. Речной бассейн реки — бассейны рек Кольского полуострова и Карелии, впадает в Белое море.
Код объекта в государственном водном реестре — 02020000712102000002339.